# Lars Olov Eriksson
Lars Olov "Loe" Eriksson (även LarsOlov Eriksson), född 25 mars 1950, är präst i Evangeliska fosterlandsstiftelsen och Svenska kyrkan, docent i Gamla testamentets exegetik, tidigare rektor vid Johannelunds teologiska högskola och författare till ett flertal böcker inom teologi och exegetik.

## Biografi
Lars Olov Eriksson föddes 1950 i en jordbrukarfamilj i Västerbotten med en mamma som var hemmafru och en pappa som både var bonde och lekmannapredikant. Han växte upp i en miljö präglad av Evangeliska Fosterlandsstiftelsen (EFS), en gemenskap som han aldrig lämnat.
Eriksson har studerat teologi och disputerade 1991 med en avhandling om 34:e psalmen i Psaltaren.
Han har huvudsakligen arbetat som lärare främst vid Johannelunds teologiska högskola i Uppsala, där han även var rektor mellan 1992 och 1998. Han har även undervisat vid teologiska institutionen på Uppsala universitet och haft kortare undervisningsuppdrag i USA, Etiopien och Nepal.
Eriksson var 2017 en av grundarna till Roseniussällskapet med ändamål att vidga och fördjupa intresset för och förståelsen av Carl Olof Rosenius författarskap och främja forskning om hans liv, verksamhet och skriftställarskap.
Eriksson har under 2020-talet sammanställt 4 volymer med originalpredikningar av Carl Olof Rosenius under titeln Guds barns trygghet. I böckerna tolkas hittills opublicerade handskrivna predikoutkast av Rosenius av nutida förkunnare, bland annat Peter Halldorf, Runar Eldebo, Elisabeth Sandlund, Esbjörn Hagberg, Carl-Erik Sahlberg, Berth Löndahl, Agne Nordlander, Stefan Swärd, Gita Andersson, Hans Weichbrodt, Mikael Hallenius, Daniel Alm, Anders Arborelius, Carl Axel Aurelius och Veronica Wahlström.

### Särskilda uppdrag
- Svenska kyrkans teologiska kommitté, ledamot 1995–2003
- Arbetsgruppen för  Den svenska evangelieboken, ordförande 1997–2002
- Evangeliska Fosterlandsstiftelsen (EFS), ordförande 1985–1987, 2019-2024
- Johannelunds teologiska högskola, rektor (1992–1998, 2002)
- Credo, ordförande 2001–2005
- Gästprofessor i bibelvetenskap vid Lutheran Bible Institute i Irvine i Kalifornien vårterminen 1999
- Gästforskare i Gamla testamentet vid Fuller Theological Seminary i Pasadena i Kalifornien vårterminen 2007
- Ledamot av Nathan Söderblom-Sällskapet